# August Israel
August Israel (* 31. März 1836 in Eibau; † 25. August 1906 in Blasewitz) war ein deutscher Pädagoge und Philanthrop.

## Leben und Wirken
August Israel wurde am 31. März 1836 als ältestes von sechs Kindern eines Appreturmeisters in Eibau geboren. Bereits während seiner Schulzeit in seinem Heimatdorf erhielt er Klavierunterricht. Danach besuchte er ab 1851 das Proseminar in Zittau und ab 1852 das Landständische Seminar in Bautzen, um Lehrer zu werden. Im Alter von 20 Jahren schloss er die Seminarausbildung ab und arbeitete als Hilfslehrer in Zittau. Nach zwei Jahren folgte er einem Ruf nach Annaberg, wo er als Übungsschullehrer und später als Oberlehrer am örtlichen Lehrerseminar wirkte.
Dort lernte er Laura Peucker (1831–1901) kennen. Die beiden heirateten 1859.
1866 wurde er für ein Pädagogikstudium in Leipzig vorübergehend vom Schuldienst beurlaubt und kehrte ein Jahr später nach Annaberg zurück.
Israel war von 1869 bis 1898 der erste Direktor des neugegründeten Lehrerseminars in Zschopau.
Nach seiner Pensionierung zog er mit seiner Frau nach Blasewitz bei Dresden, wo diese am 13. April 1901 starb. Sie wurde auf dem Zschopauer Friedhof beerdigt.
Am 25. August 1906 starb August Israel in Blasewitz und wurde am 28. August 1906 unter großer Anteilnahme der Einwohner ebenfalls in Zschopau beerdigt. Die Grabplatte befindet sich heute im Besitz des Zschopauer Gymnasiums.
August Israel war Mitglied des Allgemeinen Sächsischen Lehrervereins und gründete den Sächsischen Seminarlehrerverein, dessen Vorsitzender er bis zu seinem Ruhestand war. Außerdem rief er den Zschopauer Lehrerverein ins Leben, dessen monatliche Sitzungen er 25 Jahre lang leitete. Weiterhin war er Gründer und langjähriger Leiter der Zschopauer Kinderbewahranstalt, Mitglied im Schulausschuss, im Kirchenvorstand und in der Landessynode der evangelischen Kirche. Er unternahm 29, meist vierwöchige Alpenreisen und war Mitglied des Deutschen und des Österreichischen Alpenvereins. Die Bibliothek des Seminars mit mehr als 12.000 Bänden verwaltete er selbst.

## Ehrungen und Würdigungen
- 1881: Aus den Spenden von 92 ehemaligen Seminaristen wurde am 31. März 1881 eine „August-Israel-Stiftung“ ins Leben gerufen. Von den Zinsen wurden u. a. Stipendien für besonders erfolgreiche Seminaristen finanziert.
- 1885: Ernennung zum Schulrat
- 1892: Ritterkreuz erster Klasse des Verdienstordens
- 1894: Ernennung zum Oberschulrat und zum Ehrenbürger der Stadt Zschopau
- 1905: Für seine 1903/1904 erschienene Pestalozzi-Bibliografie verlieh ihm die Universität Zürich die Ehrendoktorwürde Dr. phil. h. c.

## Werke (Auswahl)
- Schlüssel zum Bestimmen der in der Umgebung von Annaberg-Buchholz wildwachsenden Pflanzen Rudolph & Dieterici Annaberg 1862 (zweite Auflage, Hermann Graser, Annaberg 1866)
- Jahresberichte über das Königliche Schullehrerseminar zu Zschopau, Verlag Paul Strebelow, später Verlag F.A. Raschke, Zschopau, 1871–1898, darin enthalten:
  - Übersetzung einer Schrift von Erasmus von Rotterdam: „Vortrag über die Notwendigkeit, die Knaben gleich von der Geburt an in einer für Freigeborene würdigen Weise sittlich und wissenschaftlich ausbilden zu lassen“ 2. Jahresbericht, 1872
  - Grundlinien der elementaren Lehrmethodik 5. Jahresbericht, 1875
  - Beitrag zu Geschichte der elementaren Lehrmethodik im 17. Jahrhundert 7. Jahresbericht, 1877
  - Erhard Weigels pädagogische Bestrebungen 14. Jahresbericht, 1884
  - M. Valentin Weigels Leben und Schriften. 18. bis 20. Jahresbericht aus Anlass von Weigels 300. Todestag, 1888–1890.[1]
  - Versuch einer Zusammenstellung von Schriften von und über Pestalozzi, 24. Jahresbericht 1894
- Sammlung selten gewordener pädagogischer Schriften des 16. und 17. Jahrhunderts, Verlag F.A. Raschke Zschopau, 13 Hefte 1879–1884
- Zerstreute Blätter, F.A. Raschke Zschopau, aus Anlass der 25-Jahr-Feier des Seminars, 1894
- Die Schriften und Briefe Pestalozzis nach der Zeitfolge, Verlag Hoffmann und Comp. Berlin, 1903–1904
  - Erster Band: Die Schriften Pestalozzis
  - Zweiter Band: Die Briefe Pestalozzis
  - Dritter Band: Schriften und Aufsätze über Pestalozzi